# L'Éveil des Hauts-de-Seine
L'Éveil des Hauts-de-Seine est un hebdomadaire départemental des Hauts-de-Seine lié au Parti communiste français.

## Histoire
L'Éveil est un hebdomadaire d’informations locales qui fait partie de la presse qui s'est développée à la Libération dans les départements de la « banlieue rouge », contrôlés par le Parti communiste français, au même titre que Le Réveil du Val-de-Marne basé à Champigny et Le Réveil de l'Est en Seine-Saint-Denis.
Né avec l'élection d'un maire communiste à Nanterre en 1935 puis de plus en plus lié à la municipalité communiste, le journal ne reçoit pas officiellement des subventions de la municipalité, mais reçoit de sa part un soutien important, selon l'enquête du journaliste d'investigation Jean Montaldo au début des années 1970 : la commune fournit au journal, à titre gracieux, du matériel et les services d'employés municipaux. Selon son enquête de 1977, le Parti communiste français contrôle ainsi directement 160 à 170 journaux de toutes tailles et de toutes vocations .
Le directeur politique du journal est dans les années 1970 Fernand Baillet, conseiller général et maire-adjoint de Nanterre. L'hebdomadaire reçoit 6 000 francs par semaine de publicité des commerçants et il est diffusé à Courbevoie, Garches, La Garenne-Colombes, Neuilly, Puteaux, Rueil, Suresnes, et Saint-Cloud. 
La numérisation progressive des archives a été effectuée à la fin des années 2010, par un projet pilote, suivie de la mise en ligne du journal de l'époque, à compter du début mars 2018, à la même date que celle portée par l'hebdo en 1968. Chaque semaine, une rubrique « État civil » est généralement publiée pour chacune des villes des Hauts-de-Seine où est diffusé le journal, permettant aux familles de compléter leurs arbres généalogiques et de retrouver des éléments d'actualité locale. La numérisation progressive des numéros de janvier et février 1968 a aussi suivi.